# La Chaise à porteurs enchantée
La Chaise à porteurs enchantée er en fransk stumfilm fra 1905 af Georges Méliès.